# U-657
| U-657                      | U-657                                                          | U-657                                                          |
| -------------------------- | -------------------------------------------------------------- | -------------------------------------------------------------- |
|                            |                                                                |                                                                |
|                            |                                                                |                                                                |
|                            |                                                                |                                                                |
| Під прапором               | Третій рейх                                                    | Третій рейх                                                    |
| Спуск на воду              | 12 серпня 1941 року                                            | 12 серпня 1941 року                                            |
| Виведений зі складу флоту  | 17 травня 1943 року                                            | 17 травня 1943 року                                            |
| Сучасний статус            | затоплений                                                     | затоплений                                                     |
| Проєкт                     |                                                                |                                                                |
| Тип ПЧ                     | Торпедний ДПЧ                                                  | Торпедний ДПЧ                                                  |
| Основні характеристики     |                                                                |                                                                |
| Швидкість (надводна)       | 17,7 вузлів                                                    | 17,7 вузлів                                                    |
| Швидкість (підводна)       | 7,6 вузлів                                                     | 7,6 вузлів                                                     |
| Робоча глибина занурення   | 100 м                                                          | 100 м                                                          |
| Гранична глибина занурення | 220 м                                                          | 220 м                                                          |
| Екіпаж                     | 44 осіб                                                        | 44 осіб                                                        |
| Розміри                    |                                                                |                                                                |
| Довжина найбільша (по КВЛ) | 67,1 м                                                         | 67,1 м                                                         |
| Ширина корпусу найб.       | 6,2 м                                                          | 6,2 м                                                          |
| Висота                     | 9,6 м                                                          | 9,6 м                                                          |
| Середня осадка (по КВЛ)    | 4,70 м                                                         | 4,70 м                                                         |
| Водотоннажність надводна   | 769 т                                                          | 769 т                                                          |
| Озброєння                  |                                                                |                                                                |
| Артилерія                  | одна палубна гармата калібру 88-мм, одна 20-мм зенітна гармата | одна палубна гармата калібру 88-мм, одна 20-мм зенітна гармата |
| Торпедно- мінне озброєння  | 4 носових і один кормовий ТА. 14 торпед                        | 4 носових і один кормовий ТА. 14 торпед                        |

U-657 — німецький підводний човен типу VIIC часів Другої світової війни.
Замовлення на будівництво човна було віддане 9 жовтня 1939 року. Човен був закладений на верфі суднобудівної компанії «Howaldtswerke Hamburg AG» у Гамбурзі 5 жовтня 1940 року під заводським номером 806, спущений на воду 12 серпня 1941 року, 8 жовтня 1941 року увійшов до складу 8-ї флотилії. Також за час служби перебував у складі 3-ї та 11-ї флотилій.
Човен зробив 7 бойових походів, в яких потопив 1 судно.
Потоплений 17 травня 1943 року в Північній Атлантиці південніше мису Фарвель (58°54′ пн. ш. 42°33′ зх. д. / 58.900° пн. ш. 42.550° зх. д.) глибинними бомбами британського фрегата «Свол». Всі 47 членів екіпажу загинули.

## Командири
- Оберлейтенант-цур-зее Ганс-Юрген Радке (8 жовтня — 14 грудня 1941)
- Корветтен-капітан Генріх Гелльніц (20 грудня 1941 — 17 травня 1943)

## Потоплені та пошкоджені кораблі[3]
| Назва   | Тип            | Належність      | Дата           | Тоннаж (БРТ) | Вантаж | Статус    | Місце                                                       |
| Aymeric | вантажне судно | Велика Британія | 17 травня 1943 | 5 196        | Баласт | потоплено | 59°42′ пн. ш. 41°39′ зх. д. / 59.700° пн. ш. 41.650° зх. д. |